# Angel Blue
Angel Joy Blue (Los Angeles, 3 maggio 1984) è un soprano statunitense.

## Biografia
Nata a Los Angeles nel 1984, ha studiato all'Università di Redlands e, dopo aver conseguito la laurea nel 2005, si è perfezionata all'Università della California - Los Angeles fino al 2007. In questi anni ha partecipato anche a diversi concorsi di bellezza: è stata proclamata "Miss Hollywood" nel 2005 ed è stata tra le finaliste di Miss California (2005 e 2006) e Miss Nevada (2007). Nel 2009 è stata finalista per Operalia.

## Carriera
Ha esordito alla San Francisco Opera nel 2009 come Clara in Porgy and Bess, cantando nuovamente il ruolo due anni più tardi alla Seattle Opera. Nel 2013 ha esordito sulle scene londinesi come Musetta ne La bohème con l'English National Opera, tornandovi a cantare l'anno dopo come Mimì; sempre nel 2014 ha esordito all'Opera di Chicago nella parte di Clara.
Nel 2015, ha fatto il suo debutto al Teatro alla Scala come Musetta ne La bohème, al Palau de les Arts Reina Sofía nel medesimo ruolo e all'Opera di Stato Bavarese come Myrtle in The Great Gatsby. Nel 2016 è tornata a cantare a Monaco nel ruolo di Mimì, ha esordito a Baden-Baden come Elena nel Mefistofele ed è tornata alla Scala per cantare come Clara, in un allestimento semi-scenico di Porgy & Bess. Nel 2017 ha fatto il suo debutto nel ruolo di Violetta ne La traviata a Seattle e ha esordito al Metropolitan Opera House come Mimì.
Nel 2018 ha cantato per la prima volta come Liù nella Turandot alla San Diego Opera ed è stata Violetta a Winnipeg e Marguerite nel Faust a Portland, prima di tornare al Met nella Bohème, questa volta come Musetta. Nel 2019 ha esordito al Convent Garden nel ruolo di Violetta, tornando a cantare la parte anche alla Scala; nello stesso anno ha fatto il suo debutto come Tosca al Festival d'Aix en Provence e come Bess al Metropolitan, un ruolo che ha interpretato nuovamente al Met nel 2020 e nel 2021. Sempre nel 2021 ha vinto il suo primo Premio Grammy (per la miglior incisione discografica di un'opera lirica) per il Porgy and Bess diretto da David Robertson con il coro e l'orchestra del Metropolitan.
Nel 2022 ha vinto il Richard Tucker Award, è tornata alla Royal Opera House come Violetta, ha esordito all'Opéra National de Paris come Marguerite, alla Houston Grand Opera nella Traviata e ha cantato come Tosca alla Los Angeles Opera; nello stesso anno annulla il debutto all'Arena di Verona ne La traviata a causa della decisione del teatro di ricorrere al blackface per Anna Netrebko in Aida. Nel 2023 è Violetta al Met, affronta per la prima volta la parte di Aida al Covent Garden e quello di Leonora ne Il trovatore a San Francisco; debutta alla Wiener Staatsoper in Tosca e conclude l'anno cantando come Micaela in Carmen. Sempre nel 2023 vince un secondo Premio Grammy, per l'incisione discografica di Blanchard: Fire Shut Up In My Bones diretta da Yannick Nézet-Séguin. Nel 2024 canta per la prima volta al Metropolitan nei ruoli di Magda ne La rondine, Liù in Turandot, Margarita in Ainadamar ed Aida; nello stesso anno torna a cantare come Tosca alla Royal Opera House. Nel 2025 canta canta come Mimì alla Bayerischer Staatsoper, in un recital con Lang Lang alla Carnegie Hall, torna al Met come Aida ed esordisce all'Arena di Verona come Violetta.